# ذو الحذاء الأخضر
غرين بوتس أو ذو الحذاء الاخضر هي بقايا مجهولة لمتسلق جبال أصبحت معلماً مرئياً للبعثات التي تتعامل مع صعود جبل إيفرست عبر النهج الشمالي و يرجح انه توفي وهو في طريقه للعودة للاسفل. تمر جميع الرحلات الاستكشافية القادمة من الجانب التبتي بالفعل بالقرب من الملجأ الصخري الصغير الذي يقع تحته، على ارتفاع 8 460 متى تقريبًا فوق مستوى سطح البحر، بين المعسكر والإسقاطات الثلاثة التي تمثل آخر عقبات الصعود على التلال الشمالية الشرقية. سمي بهدا اللقب بسبب لون حذاء التسلق الأخضر الذي يرتديه
يرجح انه مات أثناء عاصفة عام 1996 التي ضربت الجبل، إلا أن نظريات أخرى تقول انه اختفى في بداية سنة 2000. حتى الآن مازالت جثة رجل الحذاء الأخضر ترقد في أعالي جبل افريست. يجعل الصقيع الذي يحيط ب غرين بوتس والاحوال الجوية القاسية في متل هدا الارتفاع من الجبل محاولة نقله للاسفل كي يحظى بمراسم دفن رسمية محفوفة بالمخاطر ومستحيلة. يرجح ان غرين بوتس أول من وصل إلى قمة جبل افريست في النصف الثاني من القرن العشرين، كما أن هواة تسلق هدا الجبل يؤمنون انه روحه ترقد في مقبرة ملكة السماء.